# Cidade de Deus (Rio de Janeiro)
Cidade de Deus és un barri de la Zona Oest del municipi del Rio de Janeiro, al Brasil. Va ser, per molt temps, considerat una de les zones més perilloses de la ciutat, a causa de constants enfrontaments en les faveles de l'àrea. La zona era un sots-barri que pertanyia al barri de Jacarepaguá, però, per decret municipal, en va ser separada, i es va convertir oficialment en el barri Cidade de Deus. Aquí es troba una de les més grans i violentes faveles de Rio, la Comunitat Cidade de Deus.
Limita amb els barris de Jacarepaguá, Gardênia Azul, Freguesia de Jacarepaguá i Taquara. Amb una població entorn dels 38 mil habitants, Cidade de Deus presenta indicadors socials entre els més crítics de la ciutat, encara que estigui situat a prop de barris nobles de la ciutat: Barra da Tijuca i Freguesia de Jacarepaguá. El seu índex de desenvolupament humà (IDH), l'any 2000, era de 0,751, el 113 entre 126 barris analitzats en la ciutat de Rio.

## Història

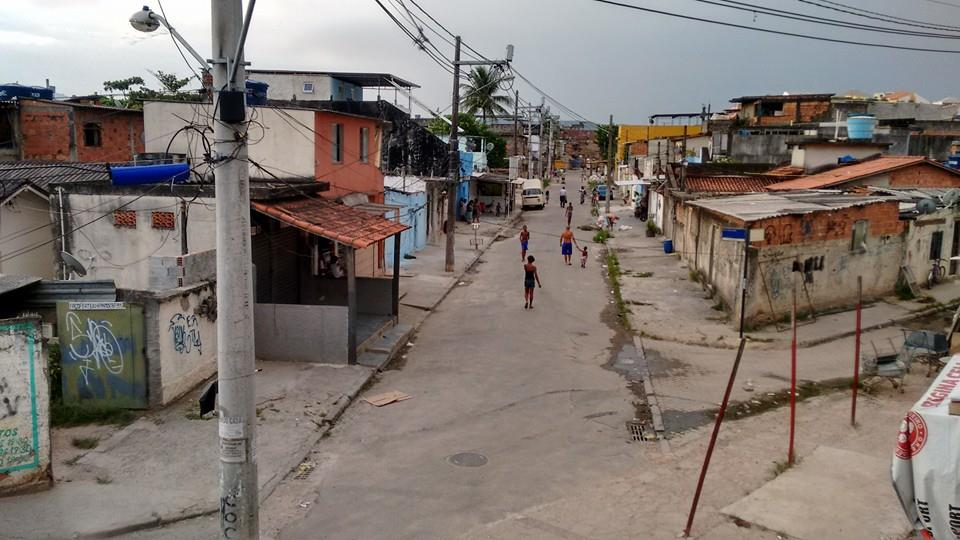
Cidade de Deus

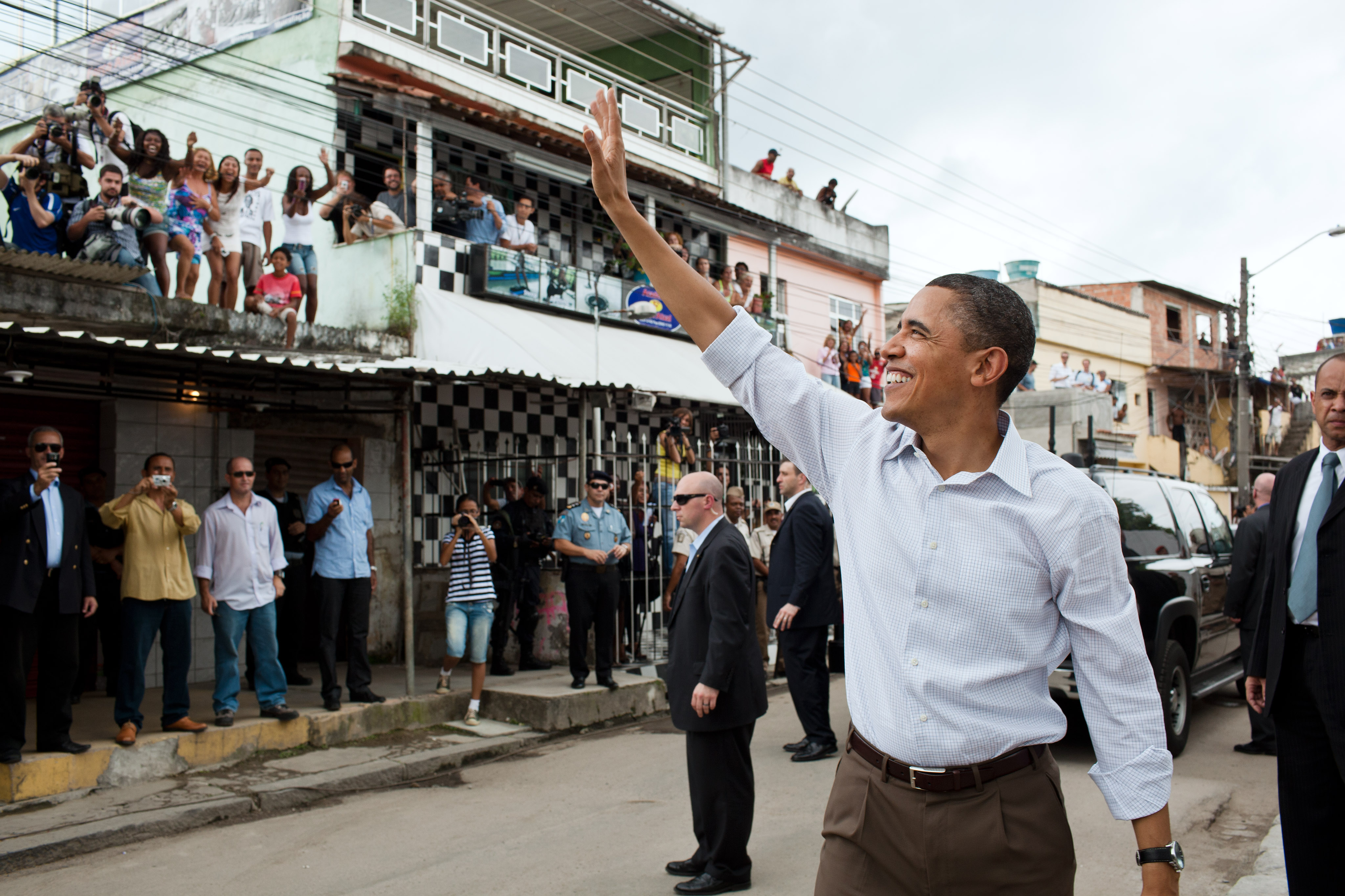
El President dels Estats Units, Barack Obama, en visita al barri el 2011

Habitada fins al segle XVI pels tamoios, a la fi d'aquell segle la zona va passar a pertànyer a la sesmaria de Martim Correia de Sá. Posteriorment, la regió va continuar sent ocupada per hisendes que produïen canya de sucre, cafè etc. Al llarg de la dècada de 1960, la zona va rebre persones expulsades de diverses faveles de la ciutat pel governador del llavors estat de Guanabara Carlos Lacerda, com a part de la política d'eliminació de faveles d'altres àrees de la ciutat. En el barri, llavors, van ser construïts conjunts d'habitatges. Seguint el nom del barri, els seus carrers van rebre noms inspirats en la Bíblia: Israel, Rubens, Jossué etc. No obstant això immediatament el creixement va passar a ser desordenat, amb la població ocupant els terrenys al marge del riu Grande i de seu afluent Estiva.
Des de la dècada del 1980, van sorgir, en el barri, diverses associacions de veïns, gremis de samba, grups esportives, de teatre, revistes, cineclubs, esglésies actives, grups de dansa i moviments negres. Entre 1981 i 1985, Cidade de Deus, així com diverses altres zones de Jacarepaguá, es van emancipar i va passar a constituir un barri propi. El 1997, la inauguració de la carretera Linha Amarela va dividir el barri en dos. El 2002, l'èxit de la pel·lícula Ciutat de Déu va col·locar el barri en els medis de comunicació, reforçant l'estigma de comunitat violenta i perillosa i afavorint una ona de prejudici i discriminació.
A partir de 2003, diversos processos van confluir, constituint noves condicions d'organització i articulació tenint en compte la transformació de la realitat de Cidade de Deus. Després va sorgir el Comitè Comunitari de Cidade de Deus que va venir a reunir diferents entitats locals per superar l'aïllament i les divisions d'aquestes organitzacions. El 2009, la favela va passar a ser atesa per la 2a UPP (Unitat de Policia Pacificadora).
El 20 de març de 2011, Cidade de Deus va rebre una il·lustre visita, la del President dels Estats Units Barack Obama, acompanyat del governador de l'estat, Sérgio Cabral Filho i de l'alcalde de la ciutat de Rio, Eduardo Paes, cosa que va fer el barri mundialment conegut. Barack Obama va jugar futbol amb alguns nens i va assistir a ràpides presentacions de dansa, capoeira, grafits i futbol.